# Ephedra trifurca
Ephedra trifurca är en kärlväxtart som beskrevs av John Torrey och Sereno Watson. Ephedra trifurca ingår i släktet efedraväxter, och familjen Ephedraceae. Inga underarter finns listade i Catalogue of Life.

## Bildgalleri

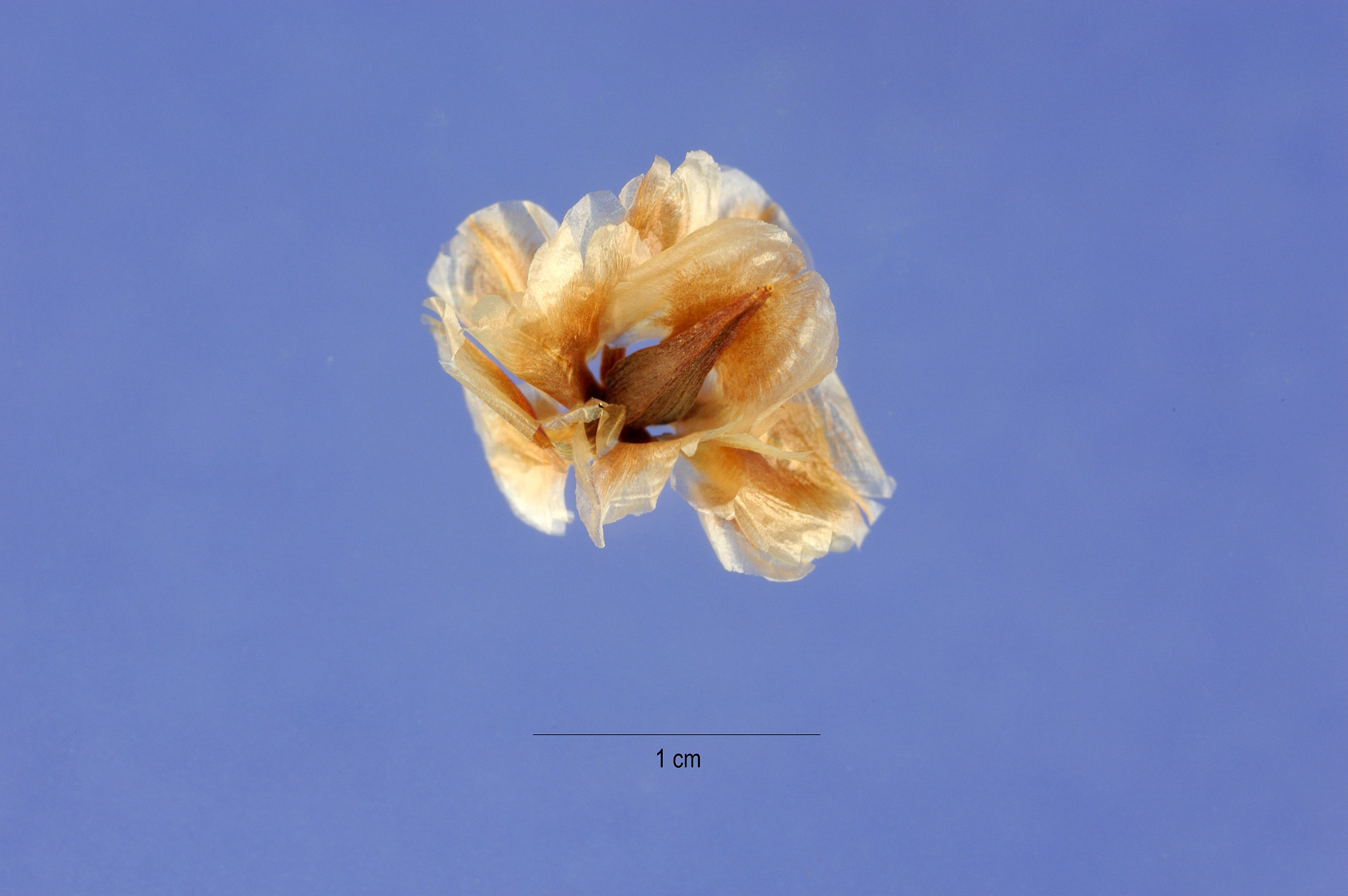